# Muntele Herzl

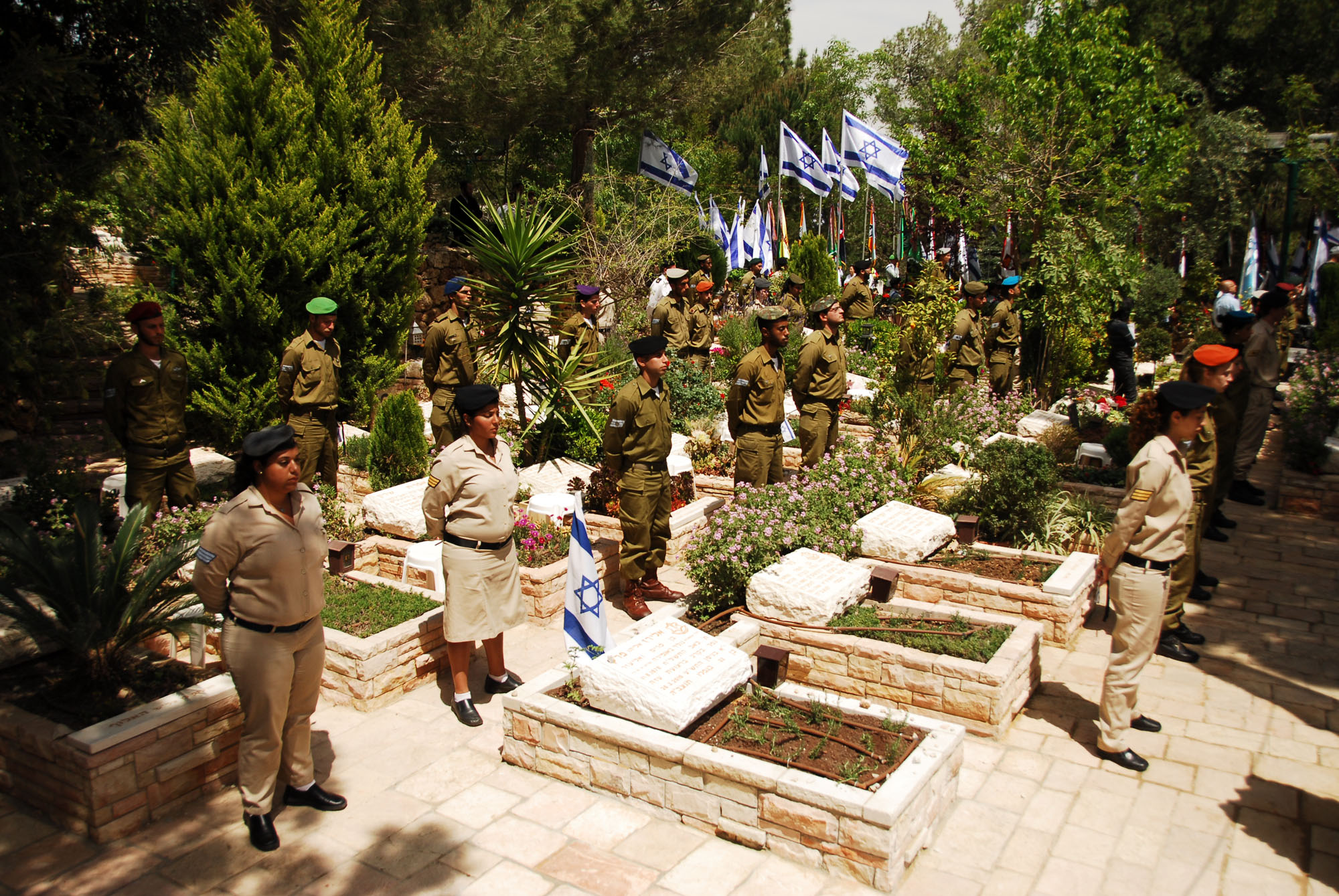
Ceremonie militară de comemorare a ostaşilor căzuţi la Cimitirul naţional de pe Muntele Herzl

Muntele Herzl (în ebraică:הר הרצל Har Herzl) sau Muntele memorial (הר הזיכרון Har HaZikaron). este un deal înalt de 834m, aflat în Israel, în vestul Ierusalimului, în pădurea Ierusalimului, între cartierele Ein Karem, Beit Hakerem, Bait vegan, Yefe Nof.
În partea lui de nord se află Cimitirul național al Statului Israel, iar în partea sudică se găsește esplanada Mormântului lui Theodor Herzl, în jurul ei găsindu-se cimitirul civil al statului, unde sunt înmormântați conducători ai statului, precum și parcela emigranților „ilegali” care au pierit sub apele mării în drumul spre Palestina. La intrarea principală se află Grădina Națiunilor, unde au plantat arbori delegații străine care au vizitat locul.
Muntele Herzl, cunoscut în trecut în limba arabă sub numele de „AshSharafa” („Cel văzut”) a fost denumit astfel în memoria lui Theodor Herzl (Binyamin Zeev Herzl), întemeietorul
sionismului și vizionarul statului renăscut al evreilor, ale cărui oseminte au fost aduse din Europa și reînhumate aici în vara anului 1949, conform voinței exprimate de acesta în testamentul său. 

## Memorialul Herzl și al conducătorilor națiunii

### Împrejurările înființării
În anul 1948, încă înaintea terminării ostilităților Războiului de independență, guvernul Israelului a decis să reînhumeze rămășițele pământești ale lui Herzl și să le înmormânteze în Israel. Prin aceasta guvernul intenționa să creeze un loc de înmormântare oficial și reprezentativ - un panteon al conducătorilor statului și ai mișcării sioniste. Herzl, care a murit în anul 1904 , ceruse în testamentul său să fie îngropat la Viena și ca, rămășițele pământești ale sale și ale membrilor familiei sale, să fie  mai apoi transferate de reprezentanții  poporului evreu, pentru a fi reînhumate în Țara Israelului. El, însă, nu a  precizat locul din Țara Israelului unde ar vrea sa fie îngropat.
Comisia comună a guvernului și Organizației Sioniste, care a fost numită pentru a alege locul portivit, s-a găsit în dilemă, deoarece până în acea perioadă, conducătorii sioniști au fost îngropați în numeroase locuri:cimitirul Trumpeldor din Tel Aviv, satul (kvutza) Kineret pe malul lacului Kineret (unde sunt mormintele unora din personalitățile sionismului socialist), câțiva în cadrul proiectului eșuat al lui Menahem Ussishkin pentru un „panteon național” în peștera Nikanor de pe povârnișului sudic al Muntelui Scopus din Ierusalim, etc etc.
În anul 1934 liderul sionist Menahem Ussishkin a organizat reînhumarea lui Leon Pinsker în peștera Nikanor de pe Muntele Scopus, apoi în 1941 el însuși a fost îngropat acolo, conform voinței sale. Când în cursul războiului  din 1948-1949 Muntele Scopus a devenit o enclavă israeliană ruptă de restul Ierusalimului, ideea unui panteon național acolo a trebuit abandonată. 
Alegerea a căzut tot asupra Ierusalimului, și anume asupra unei înălțimi pleșuve, numită până atunci în arabă Al-Sharafa, din cartierul Bait Vagan din apusul orașului. Această zonă fusese cucerită de batalionul Yonatan în Războiul de Independență și servise drept bază principală a forțelor israeliene care aveau sarcina de a cuceri orașul. Criteriile care au fost luate în considerare au fost înălțimea piscului, care domina împrejurimile, și depărtarea de granița transiordaniană, care diviza orașul. Ceremonia de reînhumare a avut loc la 17 august 1949 și pe mormânt s-a așezat o placă temporară. Procesul de creare a memorialului a durat mai mulți ani suplimentari.

### Descriere

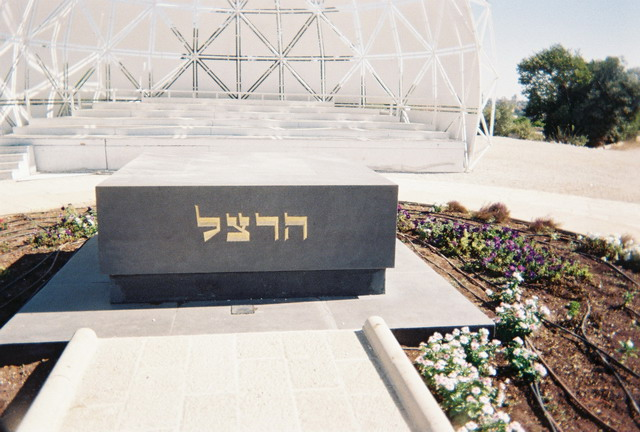
Mormântul lui Herzl

Memorialul Herzl, aflat pe culmea muntelui, a fost conceput, în anii de criză economică de la începuturile statului Israel, potrivit cu cerințele de simplitate și austeritate cerute de concurs, inclusiv de respectarea prescripțiilor religioase de evitare a imaginilor sculpturale și pictoriale.
Lângă mormântul lui Herzl au fost îngropați părinții săi. În septembrie 2006 li s-au adăugat copiii săi Hans și Paulina. O altă fiică a sa a fost omorâtă în lagărul de concetrare nazist de la Theresienstadt.În decembrie 2007 a fost reînhumat pe muntele Herzl și unicul nepot al lui Herzl, Theodor Norman, care s-a sinucis în anul 1946 la Washington D.C.
Dintre proiectele de memorial prezentate de 63 de arhitecți și sculptori a fost ales acela al arhitectului Yosef Klarwin din Ierusalim, care mai târziu a fost și autorul proiectului clădirii Knessetului. 
Procesul de consacrare a Muntelui Herzl ca simbol central al memoriei colective a Statului Israel a fost rezultatul mai multor factori, în afara prezenței aici a mormântului lui Herzl.
- prezența mormintelor altor conducători sioniști, precum David Wolfson, Nahum Sokolov, Zeev Jabotinski, fondatorul sionismului revizionist, ai conducătorilor Confederației generale a muncii Histadrut,
- fondarea parcelei „oamenilor mari” ai națiunii - pentru primii miniștri, președinții statului, președinții parlamentului etc.
- organizarea aici a ceremoniilor oficiale de Ziua Amintirii soldaților căzuți și de Ziua Independenței, care îi urmeaza imediat
- fondarea Institutului Yad Vashem pe un braț de deal din vecinătate, numita astăzi Muntele Amintirii.

Proximitatea instituțiilor era simbolică pentru unul din narativele centrale ale culturii israeliene (mai ales în anii de început ai Statului) - cel a trecerii de la Catastrofă (Shoá) la Renaștere (Tekumá), Muntele Herzl reflectând aspiratia spre reclădirea statului (prezența mormântului lui Herzl și al altori lideri ai sionismului) și prețul de sânge plătit pentru aceasta (prezența cimitirului militar). In anul 2004 s-a deschis o cale care începe la parcela oamenilor mari ai națiunii si care duce la intrarea principala la Memorialul Yad Vashem,  si alaturi de ea, „Monumentul ultimei mlădițe”, în memoria eroilor armatei veniți din Holocaust și care au căzut în luptele din Țara Israelului, fără sa mai fi putut intemeia o familie.
- Parcela oamenilor mari ai națiunii

La nord de mormantul lui Herzl se afla un loc rezervat conducatorilor Organizatiei Sioniste Mondiale, intre care, David Wolfsohn, Nahum Sokolov, Simcha Dinitz, Arie Dulczin. In apropiere sunt îngropați și președinti ai Israelului, Zalman Shazar, Haim Herzog, primii ministri Levi Eshkol, Golda Meir, Itzhak Rabin și soția sa, Lea. Mai sunt și mormintele unor președinti ai Knessetului ca Yosef Sprintzak, ale unor miniștri ca cel dintâi ministru de finanțe al țării, Eliezer Kaplan, și al primarului Ierusalimului, Teddy Kollek. 
In partea de vest a parcelei în anul 1964 a fost reinhumat aici, prin hotărarea premierului Eshkol, după o lungă  împotrivire din partea establishmentului laburist, Zeev Jabotinski, conducatorul aripii de dreapta a sionismului, și membri ai familiei sale.
In ciuda semnificatiei naționale a cimitirului, unii din conducătorii israelieni au preferat să fie înmormântați în alte locuri. Astfel, David Ben Gurion a ales să fie îngropat la Sde Boker, kibuț din apropierea deșertului, unde și-a petrecut o parte din ultimii ani de viață.  Menahem Beghin a fost înhumat, portivit dorinței sale, în vechiul cimitir evreiesc de pe Muntele Măslinilor din estul Ierusalimului, alături de doi din eroii organizației Etzel pe care a condus-o. Cel dintâi președinte al Israelului, prof. Chaim Weizmann, a fost înmormântat, potrivit dorinței sale, în incinta instituției știintifice pe care a dezvoltat-o și patronat-o ,Institutul Weizmann din Rehovot. Moshe Sharet, fost ministru de externe și prim ministru, a fost înmormântat la Tel Aviv în cimitirul Trumpeldor, mormântul președintelui Itzhak Ben Zvi se află în cimitirul de pe muntele Har Hamenuhot din Ierusalim, cel al președintelui Ezer Weizman se află la Or Akiva, lângă mormântul fiului său, iar președintele prof.Efraim Katzir a cerut să fie înmormântat lângă soția sa, Nina, la Rehovot.  
În această parcela sunt și mormintele unor militari care au fost evidențiați pentru actele lor de eroism.  
- Esplanada Muntelui Herzl - aflată în fața mormântului lui Herzl, servește în fiecare an   ceremonia de aprindere a făcliilor , ceremonia oficiala de încheiere a evenimentelor de Ziua amintirii celor căzuți în războaiele Israelului și începerea festivităților de Ziua Independentei. Ceremonia la care participă președintele Knessetului, deschide în mod oficial festivitățile Zilei Independenței.
- Grădina Națiunilor - se află în sectorul de sud al Muntelui Herzl, între mormântul lui Herzl și intrarea principală. În ea se află arbori sădiți de șefi de state și guverne care au vizitat Israelul. La capătul grădinii, langa piațeta de la intrarea principală, se afla sculptura ununi candelabru de Hanuka - Hanukia.
- terase de observație panoramică - pe culmea muntelui, lângă Grădina Națiunilor și parcela conducătorilor organizației sioniste mondiale.
- entrul educativ de studiu al patrimoniului lui Herzl, cuprinzând trei instituții:

- Muzeul Herzl - aflat în piațeta din fața intrării principale. El cuprinde o expoziție despre viața și activitatea lui Herzl, inclusiv o reconstitutire a camerei sale de lucru din Viena, cu mobila sa originală. În anul 2005 muzeul a fost renovat și a devenit interactiv.

Lângă el funcționa în trecut Seminarul Arie Tzimuki de studiu al sionismului
- Centrul educativ  Margolis, cu o bibliotecă bogată, și construit în anul 2010, a înlocuit seminarul Tzimuki ca seminar central de studii sioniste.
- un auditoriu de 350 locuri ce se va construi începând din 2012.

## Monumente
- Muntele Amintirii (victimelor Holocaustului) (în ebraică: הר הזכרון Har Hazikaron) este o prelungire spre apus a Muntelui Herzl. Are înălțimea de 806 m deasupra nivelului mării și își datorează numele Centrului de studii și Memorialului Holocaustului, Yad Vashem.

- Pe povârnișul nordic al Muntelui Herzl se află principalul Cimitirul militar al Israelului, unde se află mormintele militarilor și polițiștilor căzuți la datorie.
- Grădina soldaților dispăruți cuprinde Monumentul Soldatului necunoscut și un parc în amintirea soldaților care au căzut în locuri necunoscute.

- Monumentul victimelor actelor de teroare petrecute pe teritoriul Țării Israelului din 1851 și până în zilele noastre

- Esplanada Muntelui Herzl este locul principal unde au loc ceremoniile oficiale legate de Ziua Amintirii eroilor armatei israeliene și Ziua Independenței Israelului.
- Monumentul in memoria echipajului submarinului Dakar
- Monumentul în memoria militarilor evrei din Armata sovietică, care au luptat în Cel de-al doilea război mondial
- Monumentul soldaților evrei din armata polonă care au luptat în Cel de al Doilea Război Mondial
- Monumentul soldaților evrei din Brigada evreiască din Palestina  care au luptat în cadrul armatei britanice în cel de al Dolea Război mondial
- Monumentul locuitorilor cartierului evreiesc din Ierusalimul vechi care au căzut în timpul Războiului de independență al Israelului in 1948
- Monumentul evreilor etiopieni Beta Israel care au pierit pe drumul de întoarcere în Țara Israelului

În anul 2013 este prevazută inaugurarea noului Memorial național de pe Muntele Herzl.

## Galerie

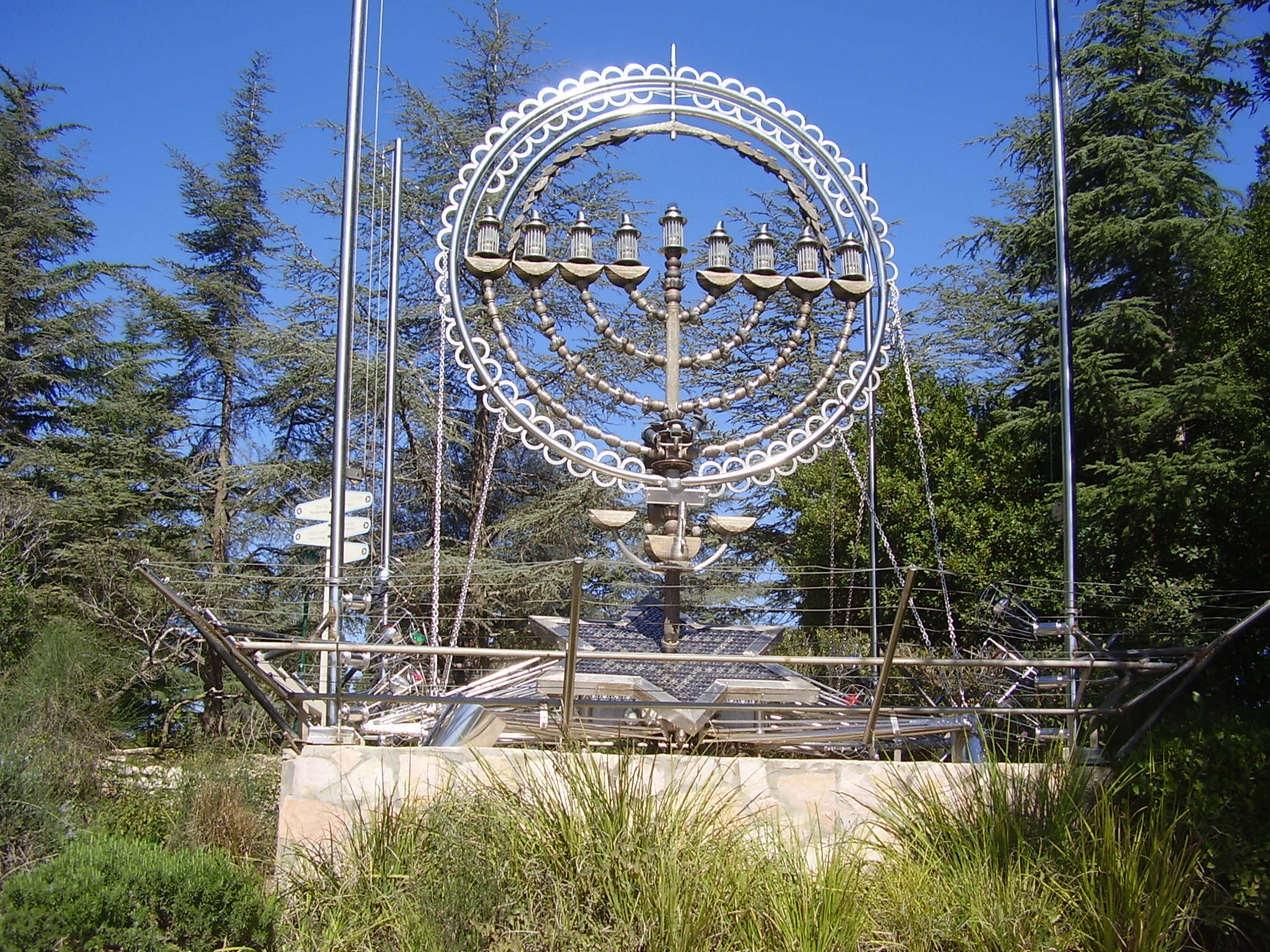
Menora - Hanukia pe Muntele Herzl
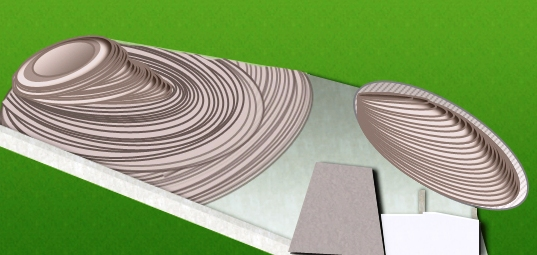
Proiectul Memorialului Naţional în curs de construcţie
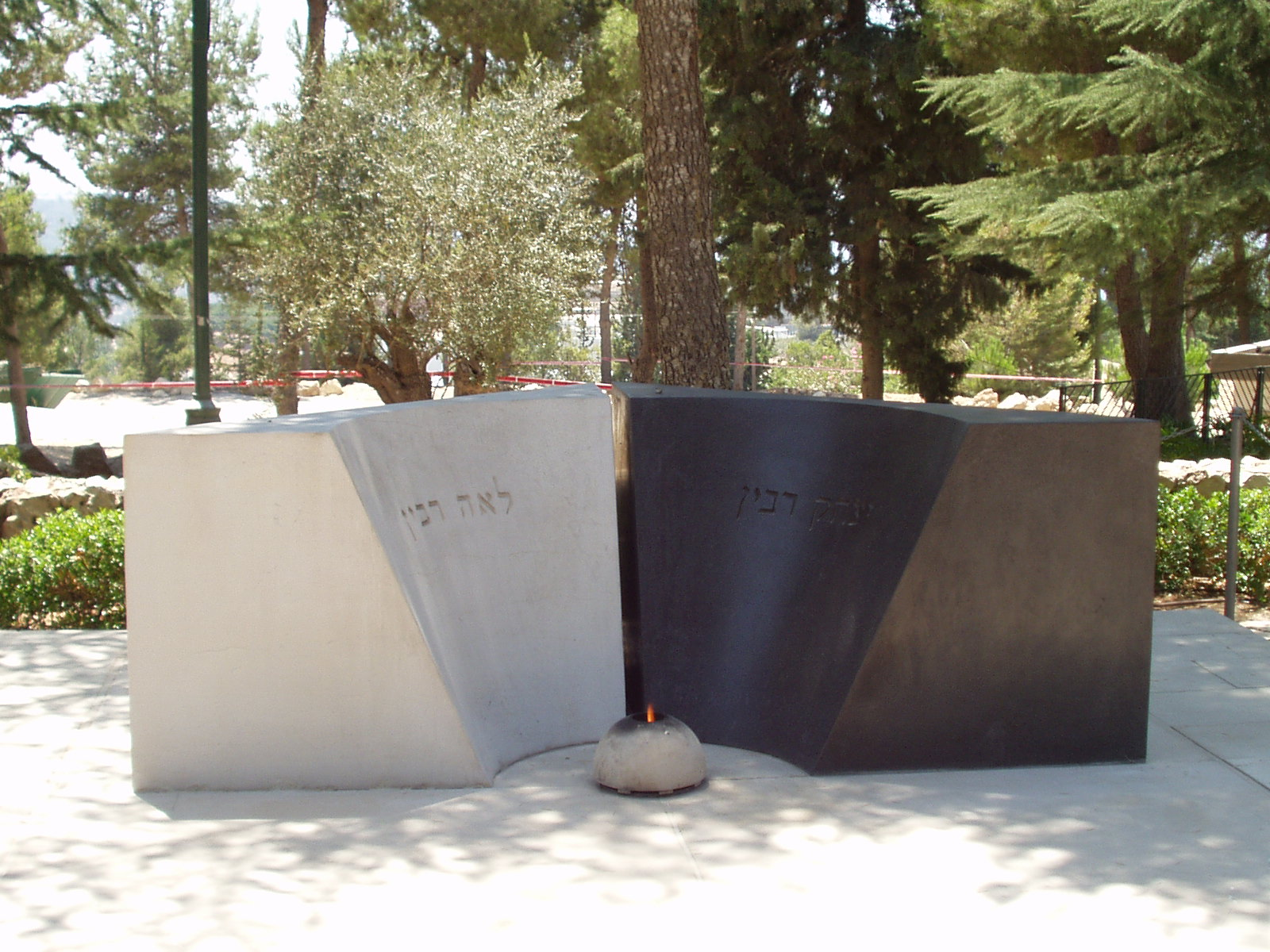
Mormântul lui Itzhak Rabin
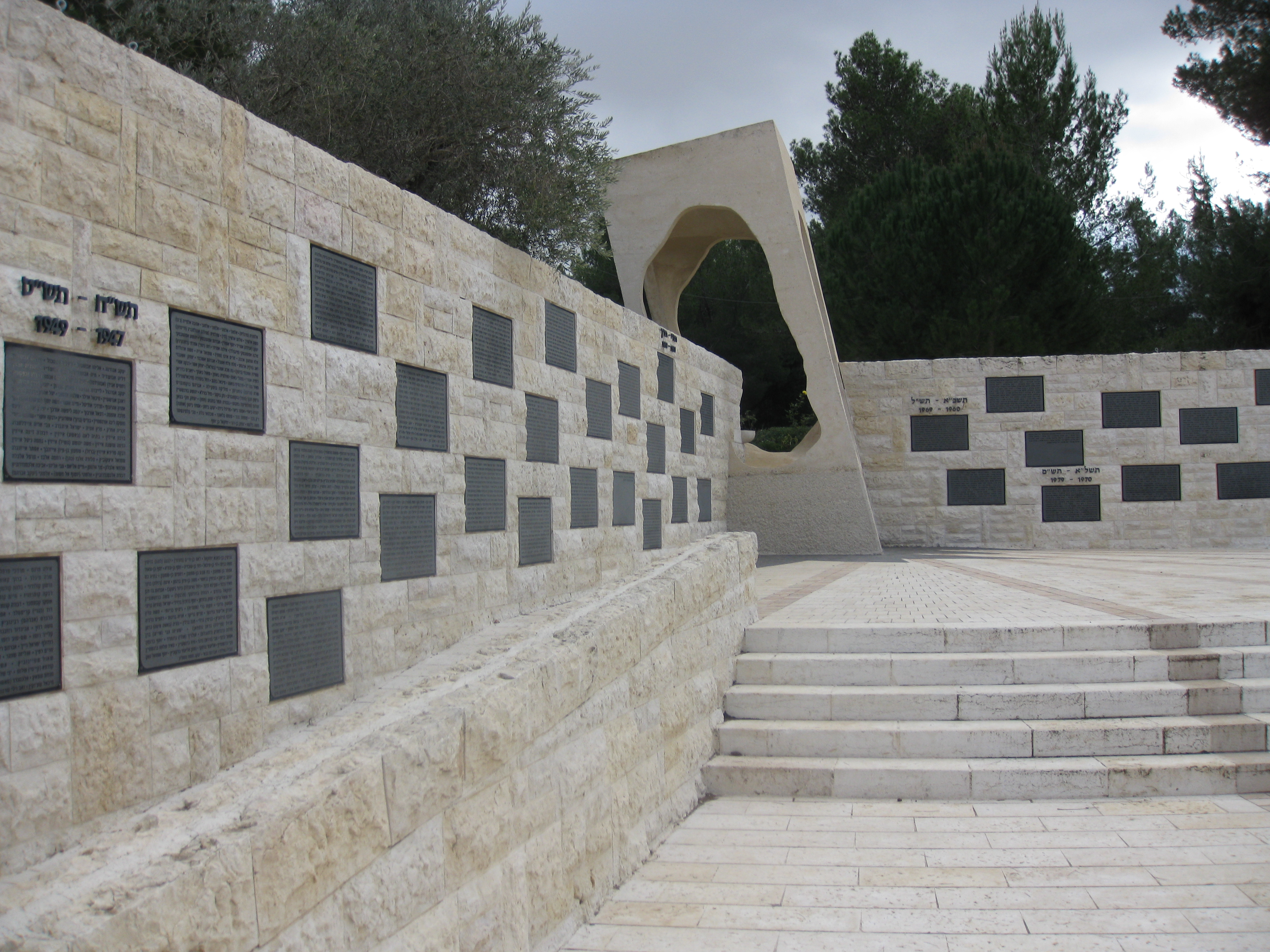
Memorialul victimelor actelor de teroare
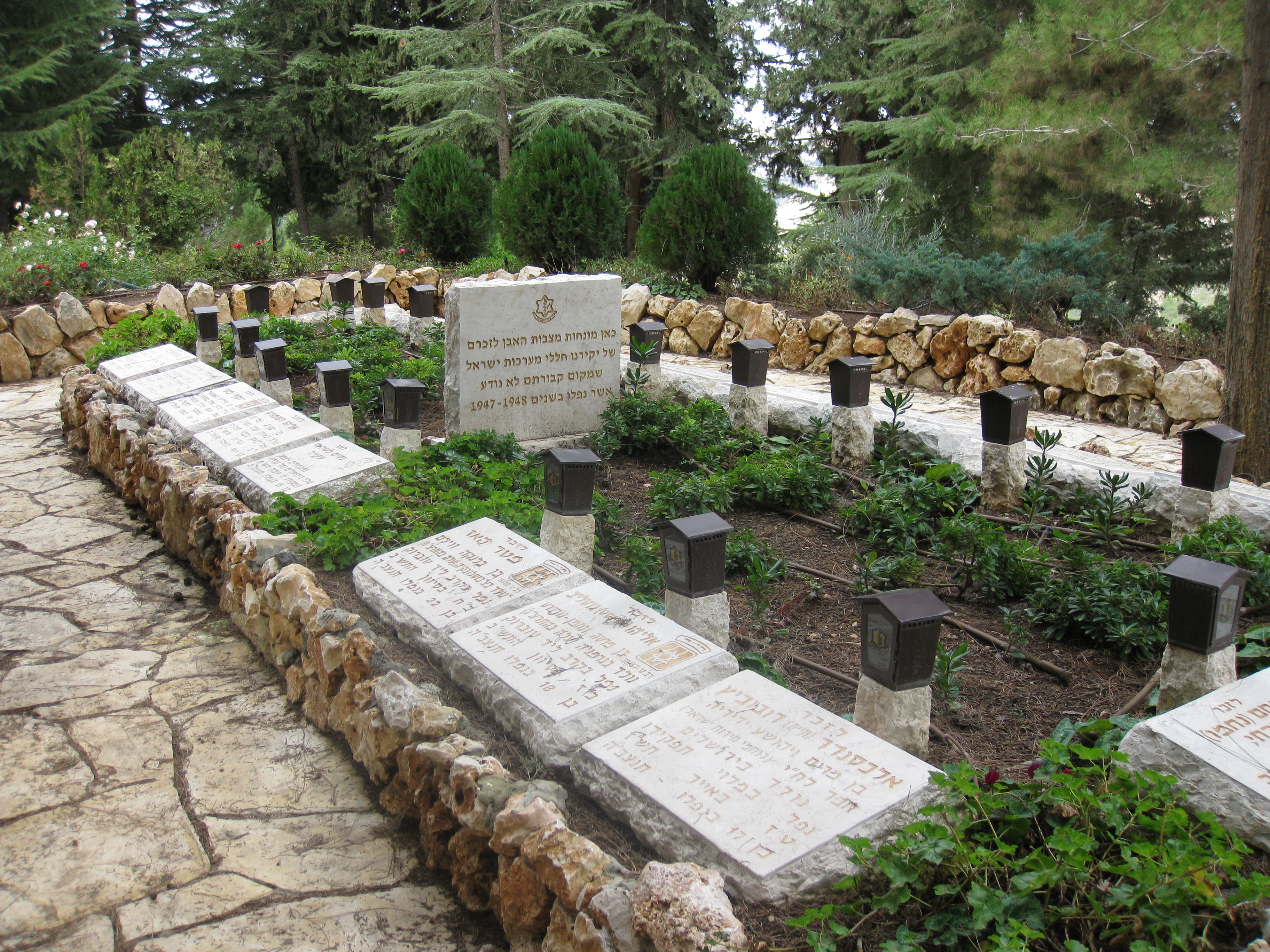
Memorialul soldaţilor dispăruţi
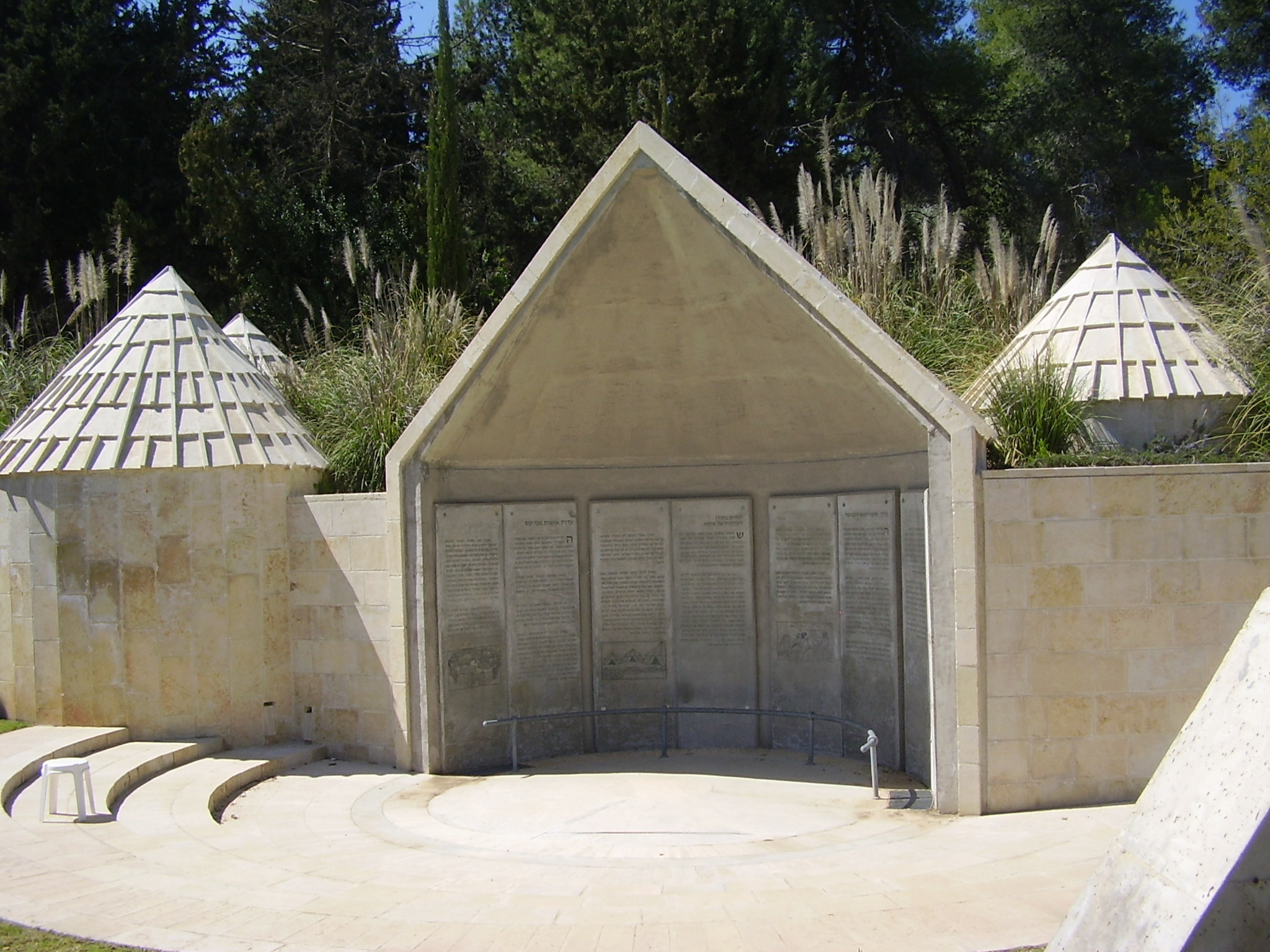
Monumentul evreilor etiopieni care au pierit în drum spre Israel
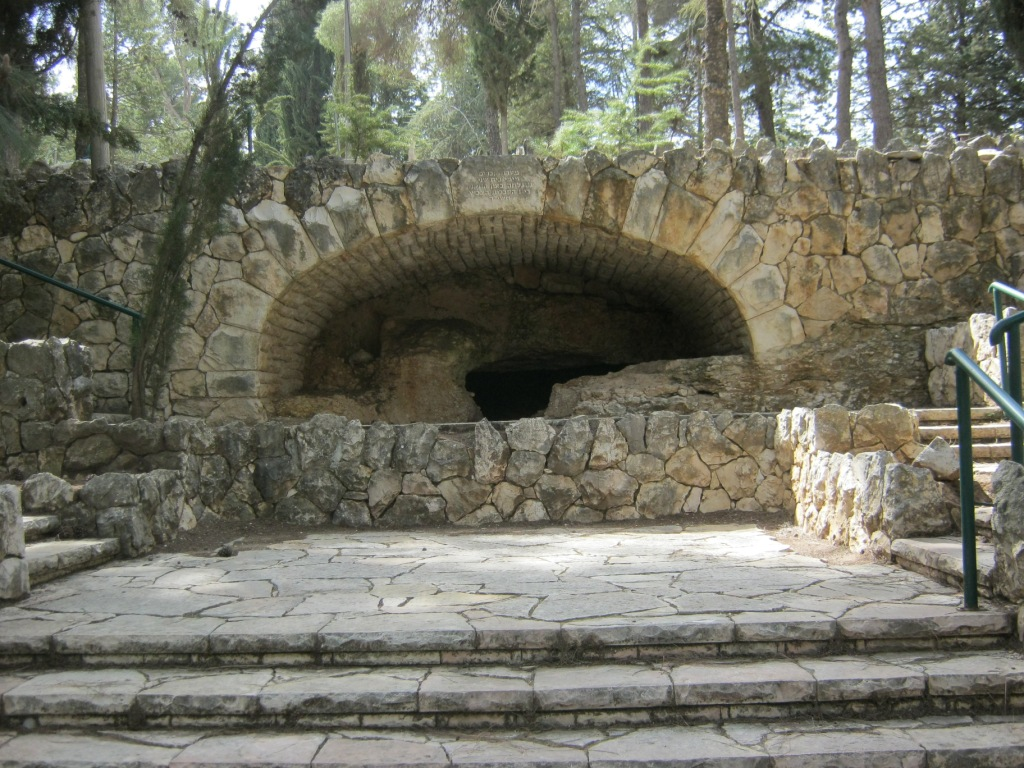
Peşteră tombală din vremea celui de-al doilea Templu, descoperită în perimetrul cimitirului militar